# Ghiacciaio Berisade
Il ghiacciaio Berisade (in inglese: Berisad Glacier) è un ghiacciaio lungo 4,5 km e largo 1,5, situato sulla costa di Zumberge, nella parte occidentale della Terra di Ellsworth, in Antartide. In particolare, il ghiacciaio, il cui punto più alto si trova a quasi 3.000 m s.l.m., è situato sul versante orientale della catena principale della dorsale Sentinella, nelle montagne di Ellsworth. Da qui esso fluisce in direzione nord-nord-ovest a partire dal versante settentrionale del picco Kushla, nella dorsale Veregava, fino ad unire il proprio flusso a quello del ghiacciaio Dater, a nord-est del picco Sipey.

## Storia
Il ghiacciaio Berisade è stato così battezzato dalla Commissione bulgara per i toponimi antartici in onore del re trace Berisade, che regnò dal 358 al 352 a.C.